# Blåoletjärnen
Blåoletjärnen är en sjö i Härjedalens kommun i Härjedalen som ingår i Ljungans huvudavrinningsområde. Sjöns area är 0,016 kvadratkilometer och den är belägen 480 meter över havet.